# فلدشلاشن

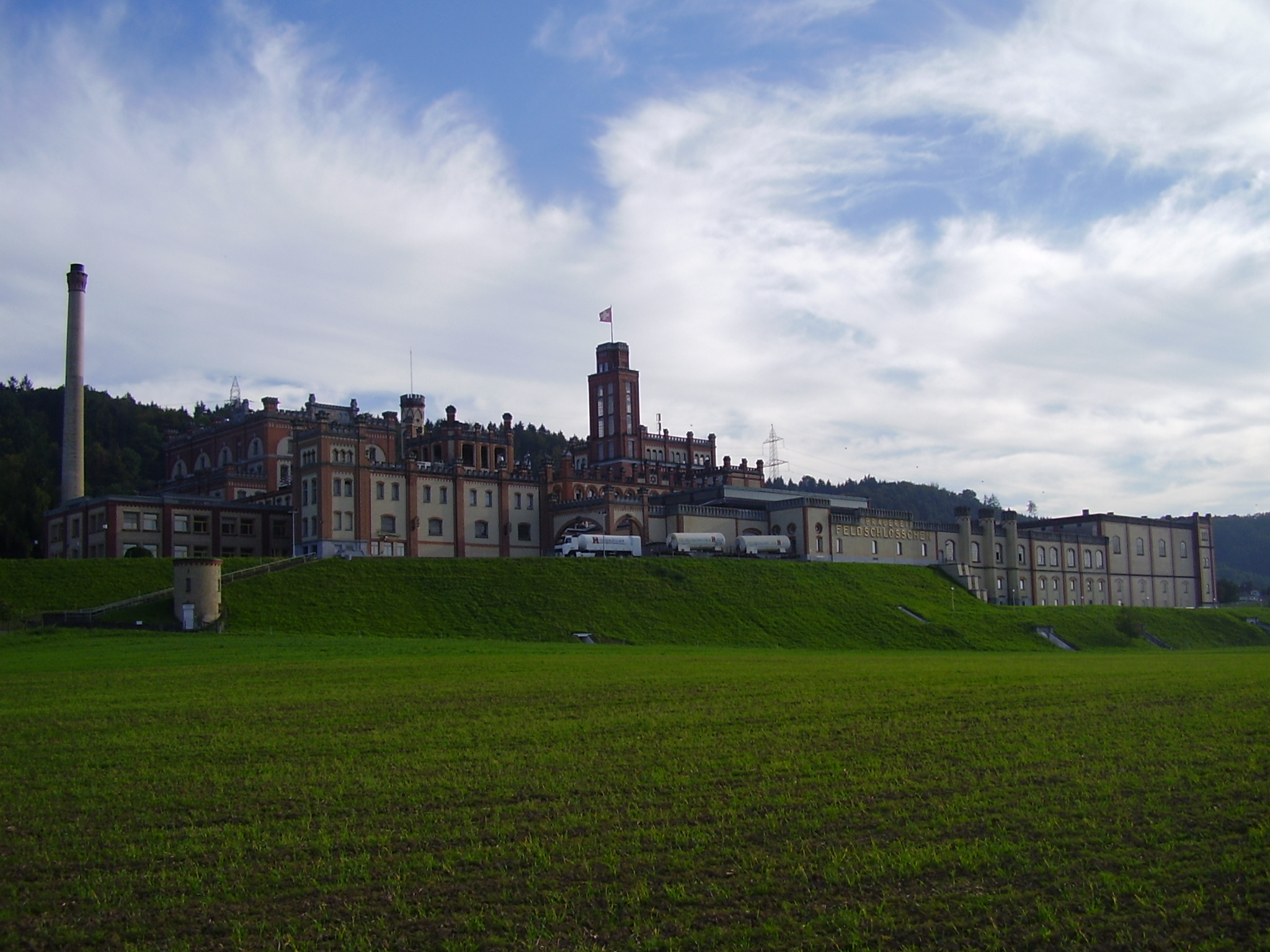
کارخانه آب‌جوسازی فلدشلاشن در رنفلدان سوئیس

فلدشلاشن (انگلیسی: Feldschlösschen) می‌تواند به دو برند آب‌جو در دو کارخانه، یکی در رنفلدان سوئیس و دیگری در درسدن آلمان اشاره داشته باشد. این آبجو بزرگ‌ترین کارخانه آب‌جوسازی در سوئیس است و در سال ۱۸۷۶ بنیان‌گذاری شده‌است. این کارخانه آب‌جوسازی به شکل یک قلعه است و واژه «فلدشلاشن» در آلمانی به معنی «قلعه‌ای کوچک در دشت» است.

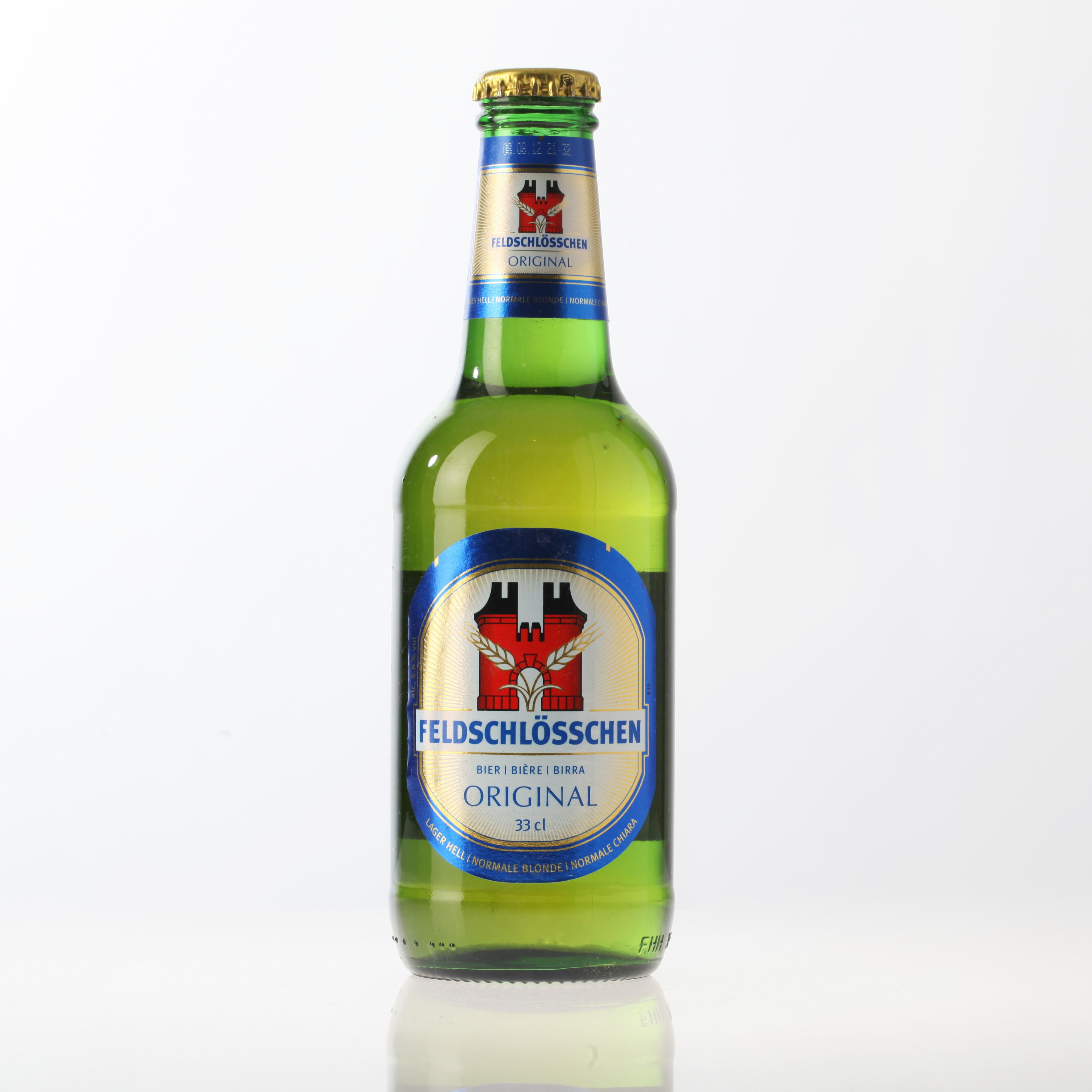
یکی شیشیه آبجو فلدشلاشن